# Parc de distracție

Imagine din parcul Disneyland

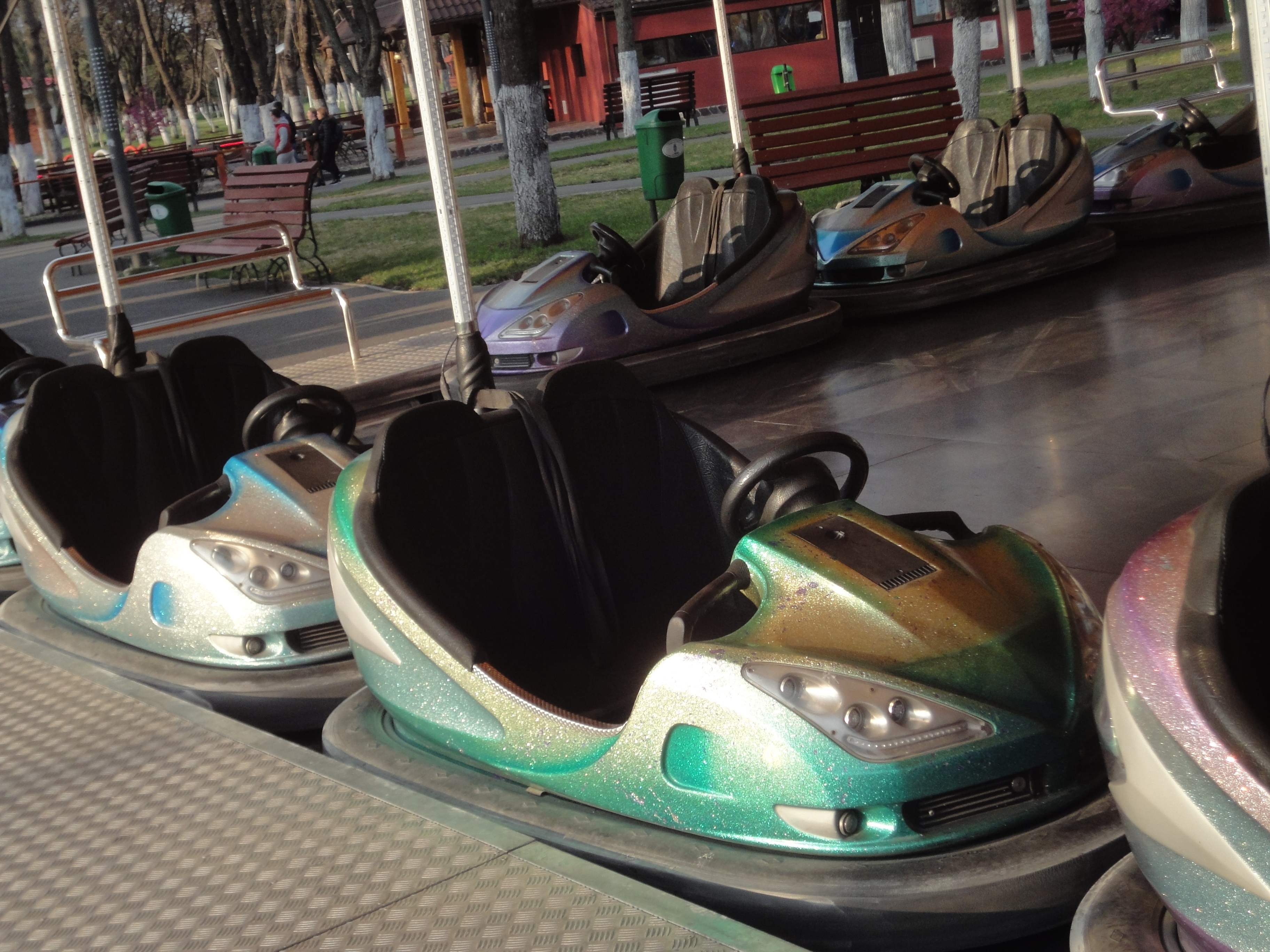
Mașinuțe bușitoare

Parc de distracție reprezintă un perimetru delimitat și amenajat în scopul agrementului și, în care este instalat temporar sau definitiv cel puțin un echipament pentru agrement – ce nu este un echipament pentru spațiile de joacă. Într-un parc de distracții sunt incluse atât activități de exploatare a diverselor atracții, cum ar fi: cursele mecanice, plimbările pe apă, jocuri, expoziții (tematice sau nu), cât și terenuri pentru picnic.